# Tiburzio Del Maino

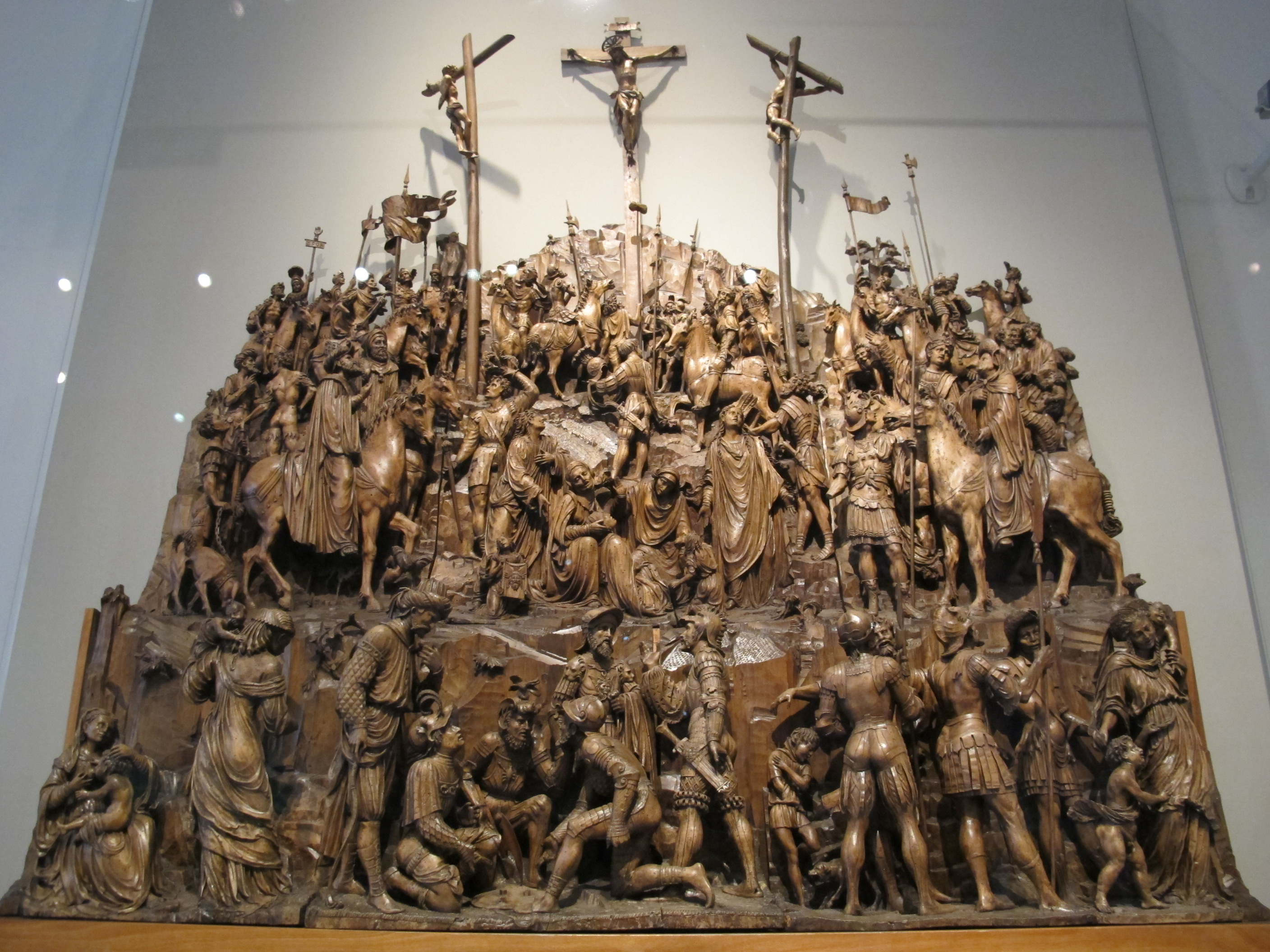
Giovanni angelo e tiburzio del maino (attr.), altare con Crocifissione proveniente da Piacenza, Londra, Victoria and Albert Museum

Tiburzio Del Maino (documentato a Pavia tra il 1496 ed il 1531 – prima del 1536) è stato uno scultore italiano.

## Biografia
Lavorò con il fratello Giovanni Angelo in una delle più importanti botteghe attive nel campo della scultura lignea nel ducato di Milano all'inizio del XVI secolo.
Discendente da una famiglia di intagliatori, si formò a Milano presso la fiorente bottega di suo padre Giacomo capace di realizzare una vasta gamma di arredi sacri in legno (stalli dei cori, struttura architettoniche e statue per ancone d'altare, gruppi scultorei, rilievi scolpiti, crocifissi, ecc.).
Nel 1496, quando il padre decise di trasferire la bottega a Pavia, poteva già vantare il titolo di magister a lignamine. Dopo la morte del padre collaborò intensamente con il fratello Giovan Angelo pur possedendo, almeno a partire dal 1526, una bottega propria.
I due fratelli affrontarono assieme la realizzazione delle commesse più importanti, quali le grandiose ancone d'altare nel santuario dell'Assunta a Morbegno, nella chiesa di San Lorenzo ad Ardenno e nel santuario della Madonna a Tirano.
Il linguaggio artistico di Tiburzio, a paragone con quello di Giovan Angelo, si dimostra più  aspro e tagliente, meno attento alle novità del classicismo lombardo. Su tale base stilistica si cerca di riconoscere l'apporto di ciascuno dei due fratelli: si ritiene, ad esempio, che il Compianto sul Cristo morto nella chiesa di Santa Maria a Bellano debba ascriversi prevalentemente alla mano di Tiburzio.